# Gallardon
Ne doit pas être confondu avec Gallardo.
Pour l’article homonyme, voir Étienne de Gallardon.
Gallardon est une commune française située dans le département d'Eure-et-Loir, en région Centre-Val de Loire.

## Géographie

### Situation

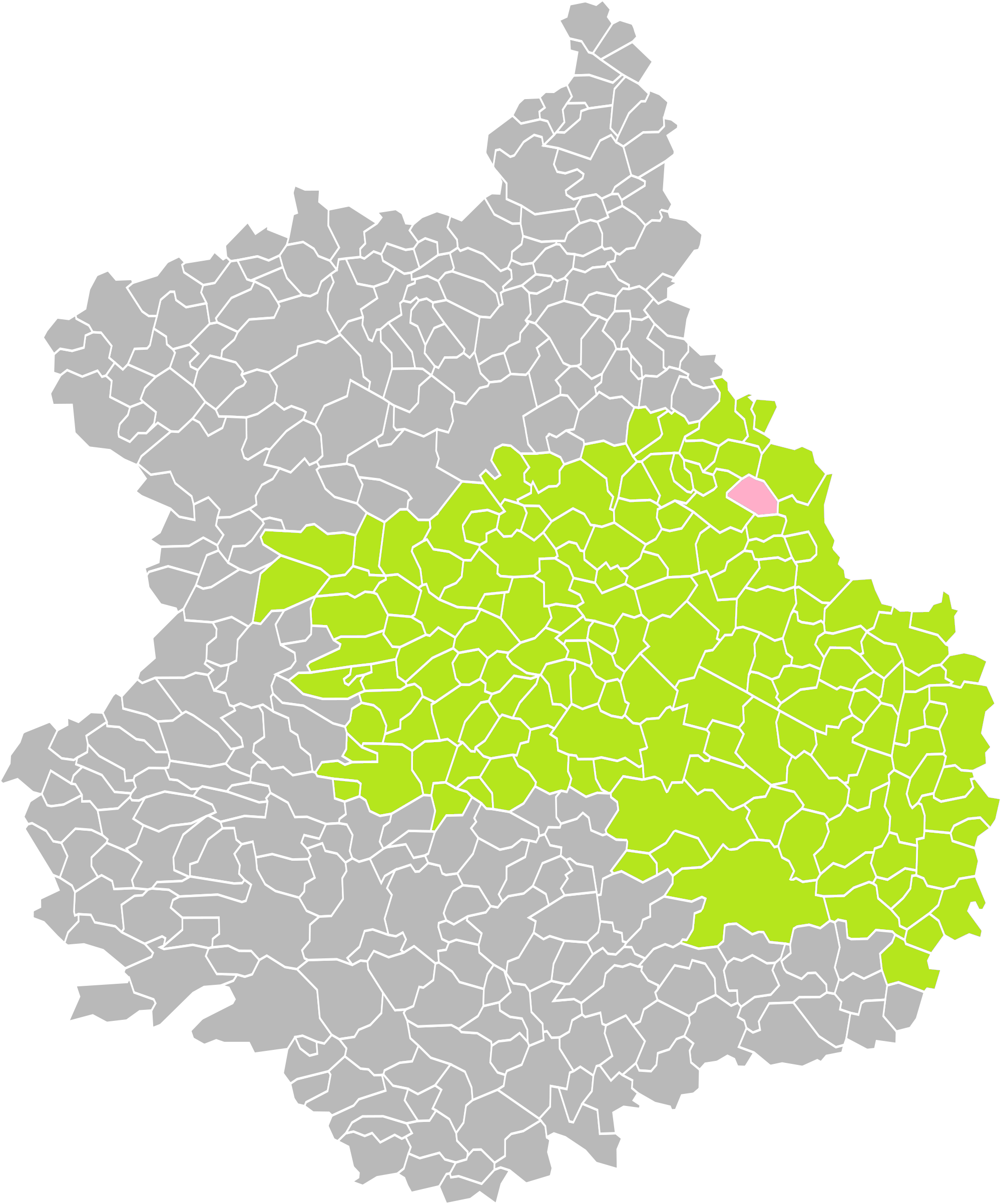
Position de Gallardon (en rose) dans l'arrondissement de Chartres (en vert) du département d'Eure-et-Loir (grisé).

La commune est située à 80 km de Paris, en direction de Chartres, à 20 km au sud-ouest de Rambouillet.

### Communes limitrophes
| Bailleau-Armenonville | Gas       | Écrosnes                |
| Bailleau-Armenonville | Gallardon | Bleury-Saint-Symphorien |
| Bailleau-Armenonville |           | Ymeray                  |

### Hameaux et écarts
- Baglainval ;
- Germonval ;
- Montlouet ;
- Les Gâtineaux.

### Hydrographie
Gallardon se situe dans la vallée de la Voise, affluent de la rive droite de l'Eure, au confluent avec l'Ocre, ruisseau prenant sa source dans la commune voisine d'Écrosnes et la Rémarde, prenant sa source dans le département des Yvelines.
Le canal Louis XIV, parallèle à la Voise, a été construit dans le cadre de l'approvisionnement en eau de l’aqueduc de Maintenon qui avait pour objectif d'alimenter en eau le château de Versailles.

### Climat
Pour des articles plus généraux, voir Climat du Centre-Val de Loire et Climat d'Eure-et-Loir.
En 2010, le climat de la commune est de type climat océanique dégradé des plaines du Centre et du Nord, selon une étude du CNRS s'appuyant sur une série de données couvrant la période 1971-2000. En 2020, Météo-France publie une typologie des climats de la France métropolitaine dans laquelle la commune est exposée à un climat océanique altéré et est dans la région climatique  Sud-ouest du bassin Parisien, caractérisée par une faible pluviométrie, notamment au printemps (120 à 150 mm) et un hiver froid (3,5 °C). 
Pour la période 1971-2000, la température annuelle moyenne est de 10,7 °C, avec une amplitude thermique annuelle de 15 °C. Le cumul annuel moyen de précipitations est de 616 mm, avec 10,7 jours de précipitations en janvier et 7,7 jours en juillet. Pour la période 1991-2020, la température moyenne annuelle observée sur la station météorologique de Météo-France la plus proche, sur la commune de Houx à 7 km à vol d'oiseau, est de 11,2 °C et le cumul annuel moyen de précipitations est de 622,1 mm,. Pour l'avenir, les paramètres climatiques de la commune estimés pour 2050 selon différents scénarios d'émission de gaz à effet de serre sont consultables sur un site dédié publié par Météo-France en novembre 2022.

## Urbanisme

### Typologie
Au 1er janvier 2024, Gallardon est catégorisée bourg rural, selon la nouvelle grille communale de densité à 7 niveaux définie par l'Insee en 2022.
Elle appartient à l'unité urbaine de Gallardon, une agglomération intra-départementale dont elle est ville-centre,. Par ailleurs la commune fait partie de l'aire d'attraction de Paris, dont elle est une commune de la couronne,. 

### Occupation des sols
L'occupation des sols de la commune, telle qu'elle ressort de la base de données européenne d’occupation biophysique des sols Corine Land Cover (CLC), est marquée par l'importance des territoires agricoles (70,6 % en 2018), en diminution par rapport à 1990 (73,7 %). La répartition détaillée en 2018 est la suivante : 
terres arables (69,2 %), zones urbanisées (18,1 %), forêts (8,6 %), zones industrielles ou commerciales et réseaux de communication (2,7 %), zones agricoles hétérogènes (1,5 %). L'évolution de l’occupation des sols de la commune et de ses infrastructures peut être observée sur les différentes représentations cartographiques du territoire : la carte de Cassini (XVIIIe siècle), la carte d'état-major (1820-1866) et les cartes ou photos aériennes de l'IGN pour la période actuelle (1950 à aujourd'hui).

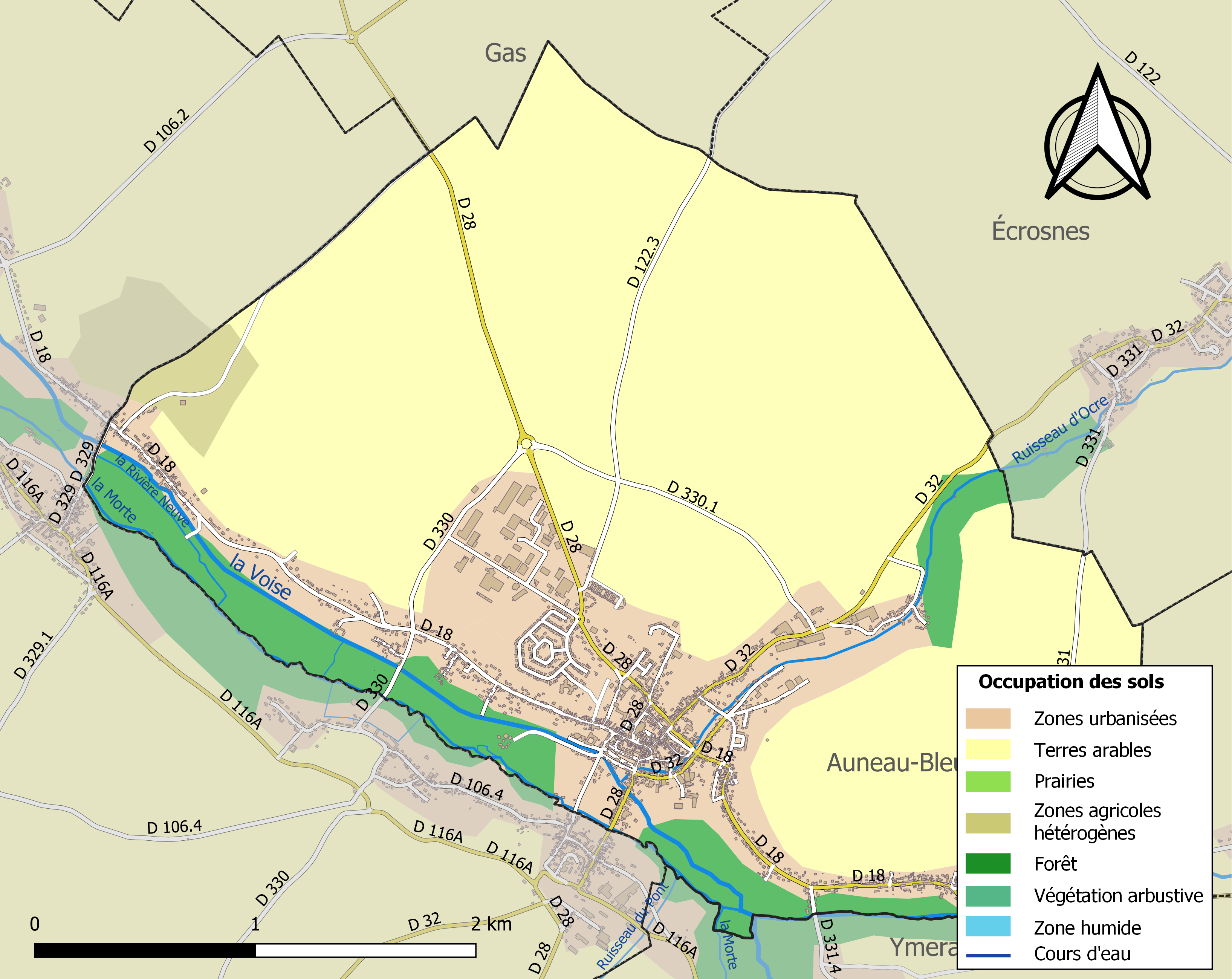
Carte des infrastructures et de l'occupation des sols de la commune en 2018 (CLC).

### Risques majeurs
Le territoire de la commune de Gallardon est vulnérable à différents aléas naturels : météorologiques (tempête, orage, neige, grand froid, canicule ou sécheresse), inondationset séisme (sismicité très faible). Il est également exposé à un risque technologique, le transport de matières dangereuses. Un site publié par le BRGM permet d'évaluer simplement et rapidement les risques d'un bien localisé soit par son adresse soit par le numéro de sa parcelle.

#### Risques naturels
Certaines parties du territoire communal sont susceptibles d’être affectées par le risque d’inondation par débordement de cours d'eau et par une crue à  débordement lent de cours d'eau, notamment la Voise et la Rémarde. La commune a été reconnue en état de catastrophe naturelle au titre des dommages causés par les inondations et coulées de boue survenues en 1999 et 2016,.

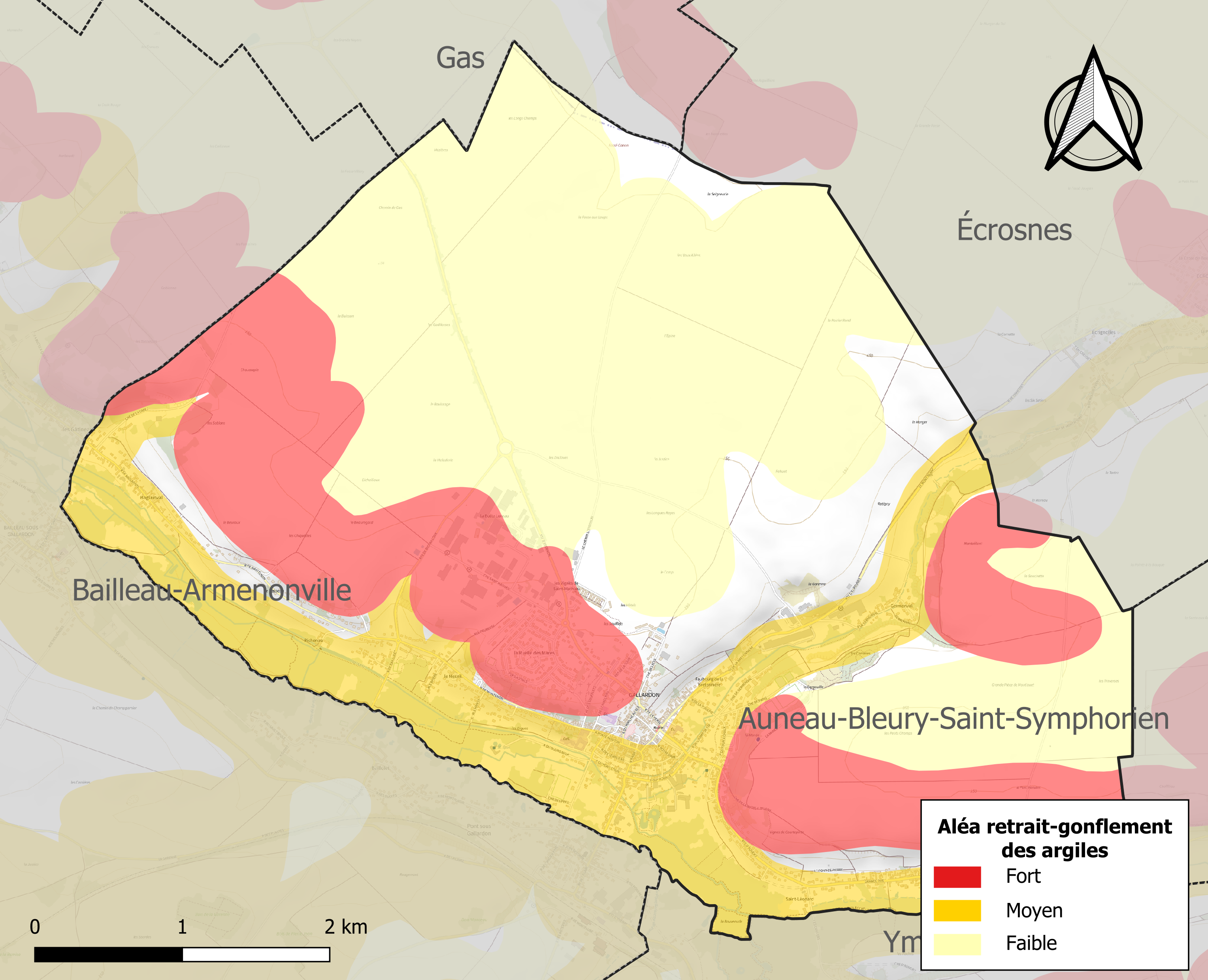
Carte des zones d'aléa retrait-gonflement des sols argileux de Gallardon.

Le retrait-gonflement des sols argileux est susceptible d'engendrer des dommages importants aux bâtiments en cas d’alternance de périodes de sécheresse et de pluie. 45 % de la superficie communale est en aléa moyen ou fort (52,8 % au niveau départemental et 48,5 % au niveau national). Sur les 1 183 bâtiments dénombrés sur la commune en 2019, 975 sont en aléa moyen ou fort, soit 82 %, à comparer aux 70 % au niveau départemental et 54 % au niveau national. Une cartographie de l'exposition du territoire national au retrait gonflement des sols argileux est disponible sur le site du BRGM,.
Concernant les mouvements de terrains, la commune a été reconnue en état de catastrophe naturelle au titre des dommages causés par des mouvements de terrain en 1999.

#### Risques technologiques
Le risque de transport de matières dangereuses sur la commune est lié à sa traversée par des infrastructures routières ou ferroviaires importantes ou la présence d'une canalisation de transport d'hydrocarbures. Un accident se produisant sur de telles infrastructures est en effet susceptible d’avoir des effets graves au bâti ou aux personnes jusqu’à 350 m, selon la nature du matériau transporté. Des dispositions d’urbanisme peuvent être préconisées en conséquence.

## Toponymie
Le nom de la localité est attesté sous les formes Galerdo en 1024 ; Walardo en 1028 (Dans une charte de l’abbaye de Coulombs) ; Galardo en 1094 ; Galardo vers 1100 ; Galardum vers 1130 ; Saint Pierre de Gallardon en 1736.
L’origine du mot « Gallardon », viendrait du nom du seigneur local à l’époque Carolingienne : Galard ou Walha-hard. Les premiers documents mentionnant Gallardon disent « Walardo » en 1028 (ch. de l’abb. de Coulombs).

## Histoire
"En 1629, la peste a été dans le pays chartrain, ce qui obligea plusieurs personnes de Chartres de se retirer à Gallardon."

## Politique et administration

### Élections municipales du 15 mars 2020
- Maire sortant : Yves Marie
- 27 sièges à pourvoir au conseil municipal (population légale 2017 : 3 669 habitants)
- 4 sièges à pourvoir au conseil communautaire (communauté de communes des Portes Euréliennes d'Île-de-France)

Aucun siège n'est pourvu lors de ce premier tour.

### Liste des maires
| Période                                  | Période  | Identité        | Étiquette | Qualité                                   |
| ---------------------------------------- | -------- | --------------- | --------- | ----------------------------------------- |
| Les données manquantes sont à compléter. |          |                 |           |                                           |
| 1977                                     | 1983     | Michel Rousseau |           | Économiste                                |
| 1983                                     | 2008     | Guy Beaufils    |           |                                           |
| 2008                                     | En cours | Yves Marie,     | DVD       | Ingénieur ou cadre technique d'entreprise |

## Population et société

### Démographie
L'évolution du nombre d'habitants est connue à travers les recensements de la population effectués dans la commune depuis 1793. Pour les communes de moins de 10 000 habitants, une enquête de recensement portant sur toute la population est réalisée tous les cinq ans, les populations de référence des années intermédiaires étant quant à elles estimées par interpolation ou extrapolation. Pour la commune, le premier recensement exhaustif entrant dans le cadre du nouveau dispositif a été réalisé en 2006.

En 2022, la commune comptait 3 537 habitants, en évolution de −3,2 % par rapport à 2016 (Eure-et-Loir : −0,23 %, France hors Mayotte : +2,11 %).
| 1793  | 1800  | 1806  | 1821  | 1831  | 1836  | 1841  | 1846  | 1851  |
| ----- | ----- | ----- | ----- | ----- | ----- | ----- | ----- | ----- |
| 1 225 | 1 301 | 1 283 | 1 398 | 1 496 | 1 451 | 1 454 | 1 531 | 1 566 |

| 1856  | 1861  | 1866  | 1872  | 1876  | 1881  | 1886  | 1891  | 1896  |
| ----- | ----- | ----- | ----- | ----- | ----- | ----- | ----- | ----- |
| 1 582 | 1 671 | 1 667 | 1 485 | 1 615 | 1 493 | 1 552 | 1 584 | 1 532 |

| 1901  | 1906  | 1911  | 1921  | 1926  | 1931  | 1936  | 1946  | 1954  |
| ----- | ----- | ----- | ----- | ----- | ----- | ----- | ----- | ----- |
| 1 496 | 1 447 | 1 518 | 1 335 | 1 394 | 1 486 | 1 423 | 1 453 | 1 500 |

| 1962  | 1968  | 1975  | 1982  | 1990  | 1999  | 2006  | 2011  | 2016  |
| ----- | ----- | ----- | ----- | ----- | ----- | ----- | ----- | ----- |
| 1 471 | 1 656 | 2 076 | 2 303 | 2 576 | 3 510 | 3 422 | 3 513 | 3 654 |

| 2021  | 2022  | - | - | - | - | - | - | - |
| ----- | ----- | - | - | - | - | - | - | - |
| 3 589 | 3 537 | - | - | - | - | - | - | - |

### Enseignement
Gallardon dispose d'une école maternelle, d'une école élémentaire et d'un collège.
Un centre d'accueil maternel (P'tits Loups) et élémentaire (Grands Loups) assurent les activités périscolaires et extrascolaires.

### Manifestations culturelles et festivités
De nombreuses manifestations sont organisées sur la commune :
- La foire de la Saint-Mathieu : depuis 1994 la foire de la Saint-Mathieu s'est déclinée sous différents thèmes. Elle était à l'origine une foire artisanale et commerciale afin de mettre en valeur les acteurs économiques de la ville en mettant l’accent sur les exposants et la communication. Cette foire n'a plus lieu depuis 2017
- Le salon d'Art : cette exposition est devenue un rendez-vous incontournable des amateurs d’art. Elle rassemble chaque année des artistes de divers horizons : peintres, sculpteurs, photographes… Chaque année ce sont plus de cinquante artistes qui présentent leurs œuvres au public
- Le Festivoise : l’association de musique de Gallardon « Espace Libre » organise en partenariat avec la commune, tous les ans dans le cadre de la fête de la musique, cet évènement musical qui permet à de jeunes talents d'émerger. Un festival est organisé place du Jeu de Paume à Gallardon

De nombreuses autres rendez-vous culturels ou festifs se déroulent tout au long de l'année.
Par ailleurs le tissu associatif est particulièrement développé et permet aux habitants de pratiquer de nombreuses activités sportives (football, basket-ball, tennis, tir à l'arc, badminton, judo, taekwondo, gymnastique, jardinage solidaire.)

## Économie
Gallardon se caractérise par une activité économique particulièrement dynamique. Le taux d'emploi est de l'ordre d'un emploi pour un actif, même si de nombreux Gallardonnais travaillent en dehors de la commune, en particulier en Île-de-France.
Deux zones d'activités (ZA) principales sont implantées à Gallardon :
- la ZA Saint-Mathieu : cette zone d'activités de 23 ha a été créée dans les années 1990 et accueille des entreprises dans des secteurs variés (électronique, mécanique traditionnelle, aéronautique, cosmétique, imprimerie...). Un projet d'extension de 9,8 ha est en cours[Quand ?], il est assuré par la communauté de communes des Portes Euréliennes d'Île-de-France ;
- la ZA de Germonval : cette zone d'activités de taille plus modeste est la zone historique de Gallardon.

Le centre-ville historique de Gallardon est propice à l'exercice du commerce de proximité. À ce titre, Gallardon est un pôle de centralité vis-à-vis des communes voisines.

## Culture locale et patrimoine
La commune de Gallardon héberge l'office de Tourisme de la communauté de communes des Portes Euréliennes d'Ile-de-France. Il est situé 1 rue de la Herse, près de la mairie.
La commune dispose d'une médiathèque municipale dirigée par des professionnels et également animée par des bénévoles. Cette structure qui compte plus de 1 200 adhérents, organise régulièrement des animations : bébé lecteur, l'heure du conte…
La commune comporte un musée, « le musée des pionniers » ouvert les samedi et dimanche après-midi qui présente des collections d'anciennes motos et d'anciens vélos .
Parmi les nombreuses associations dont la commune dispose, l'association l'Épicerie solidaire Brahmari permettait de venir en aide à toute personne souhaitant être bénéficiaire des avantages que l'association propose, notamment la vente de denrées alimentaires à 30 % du prix des grandes surfaces, accessible uniquement sous conditions de revenus. Des ateliers étaient régulièrement organisés, comme les ateliers socio-esthétiques, numériques ou le café-rencontre. L'association a du fermer ses portes en décembre 2023 et laisser la place à la gendarmerie. 

### Lieux et monuments
- Église Saint-Pierre-et-Saint-Paul, XIIe et XIIIe siècles,  Classé MH (1862)[30] ;
- Tour de l'Épaule, donjon féodal du XIIe siècle, témoin d'une place forte médiévale,  Classé MH (1913) ;
- Rue de la Porte-Mouton, maison à pans de bois sculpté du XVIe siècle,  Classé MH (1889)[31] ;
- Église Saint-Éloi de Montlouet ;
- Moulin de Montlouet :

Le moulin à vent de Montlouet était une possession du seigneur d’Esclimont, également marquis de Gallardon. Jusqu’en 1686, le moulin était entièrement en bois et orientable selon le sens du vent. À la recherche de matières premières, les ouvriers venus pour la construction de l’aqueduc de Maintenon le détruisent.
À la Révolution, les terres seigneuriales sont vendues comme biens nationaux. Le duc de Luynes, descendant du seigneur d’Esclimont, rachète la totalité du patrimoine de ses ancêtres. Les terres de Montlouet sont laissées en fermage. En 1810, alors que le moulin à eau de la ferme fonctionne toujours, l’idée de reconstruire un moulin à vent sur le point culminant de la plaine, à l’emplacement initial, se concrétise. Il est, cette fois, en pierre et seul son toit est orientable. Ce moulin fonctionnera un siècle. Vers 1914, faute d’activité, le moulin s’arrête définitivement. Laissé à l’abandon, il tombe en ruine. Ses ailes ont disparu depuis longtemps lorsqu’en 1952, une tempête arrache son toit.
- Au départ de l'ancienne gare de la ligne Paris - Chartres par Gallardon, la découverte et la pratique du vélorail sont proposées.

Lieux et monuments de Gallardon
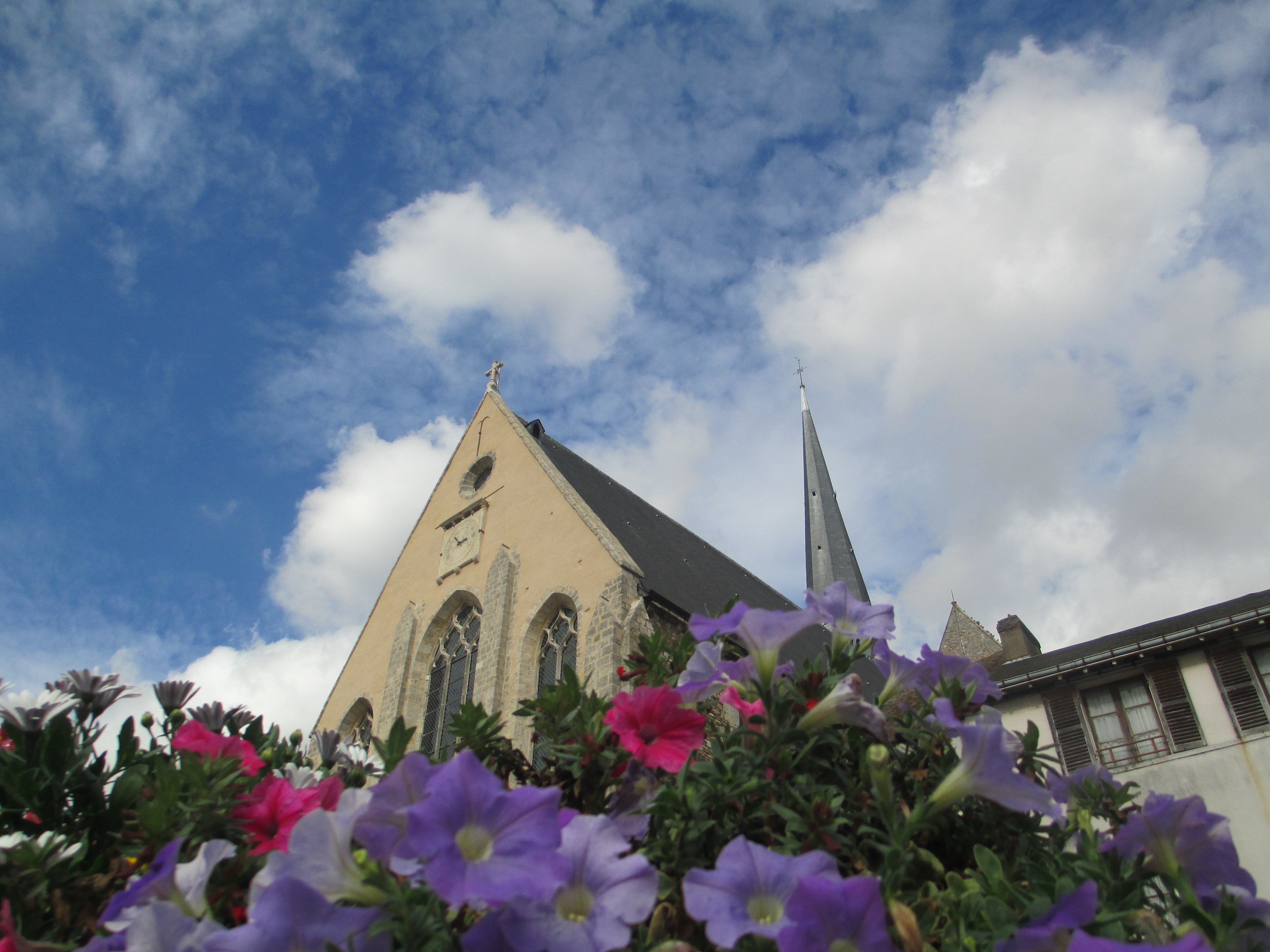
Église Saint-Pierre-et-Saint-Paul.
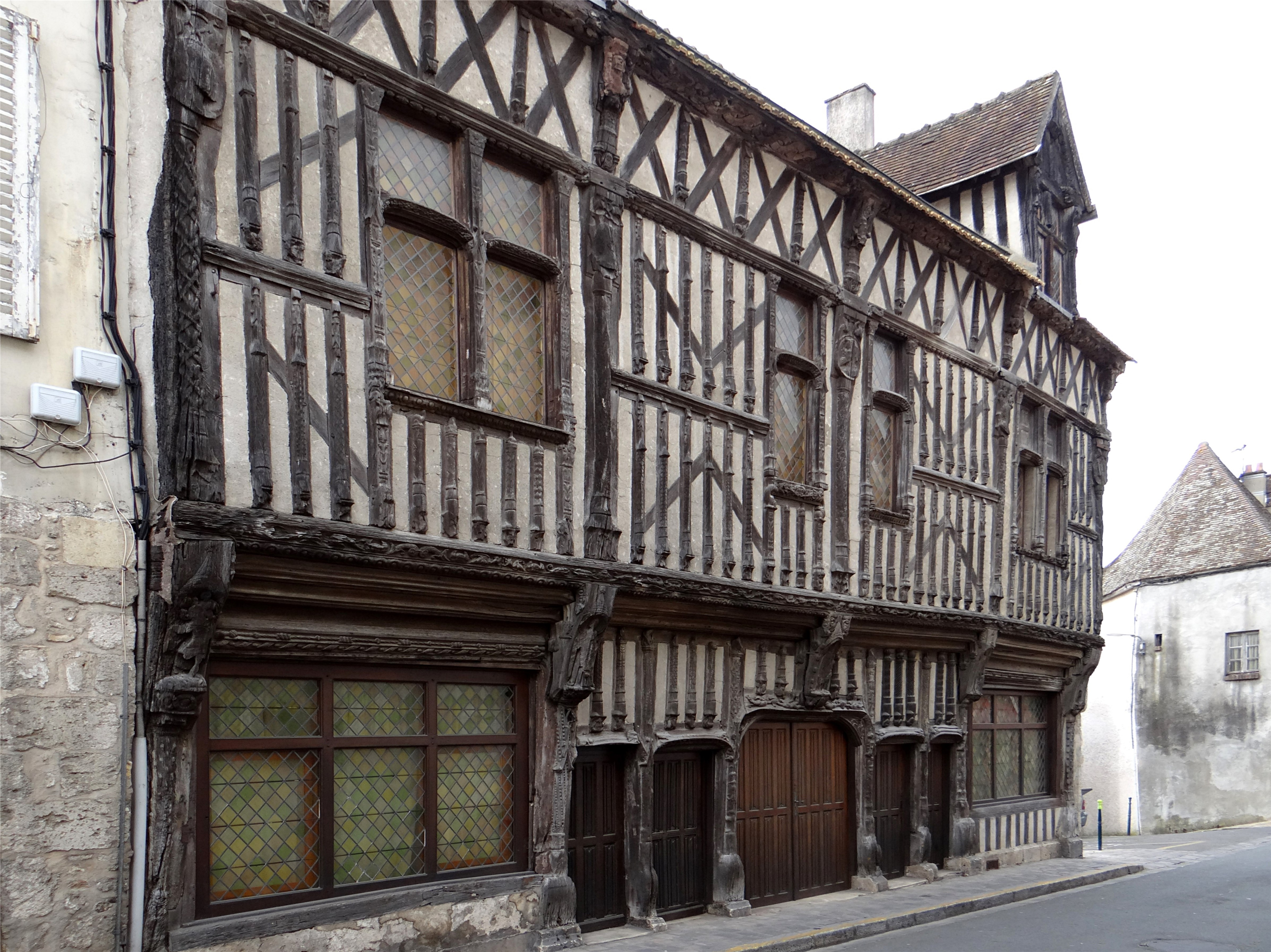
Maison à pans de bois sculpté du XVIe siècle, rue de la Porte-Mouton.
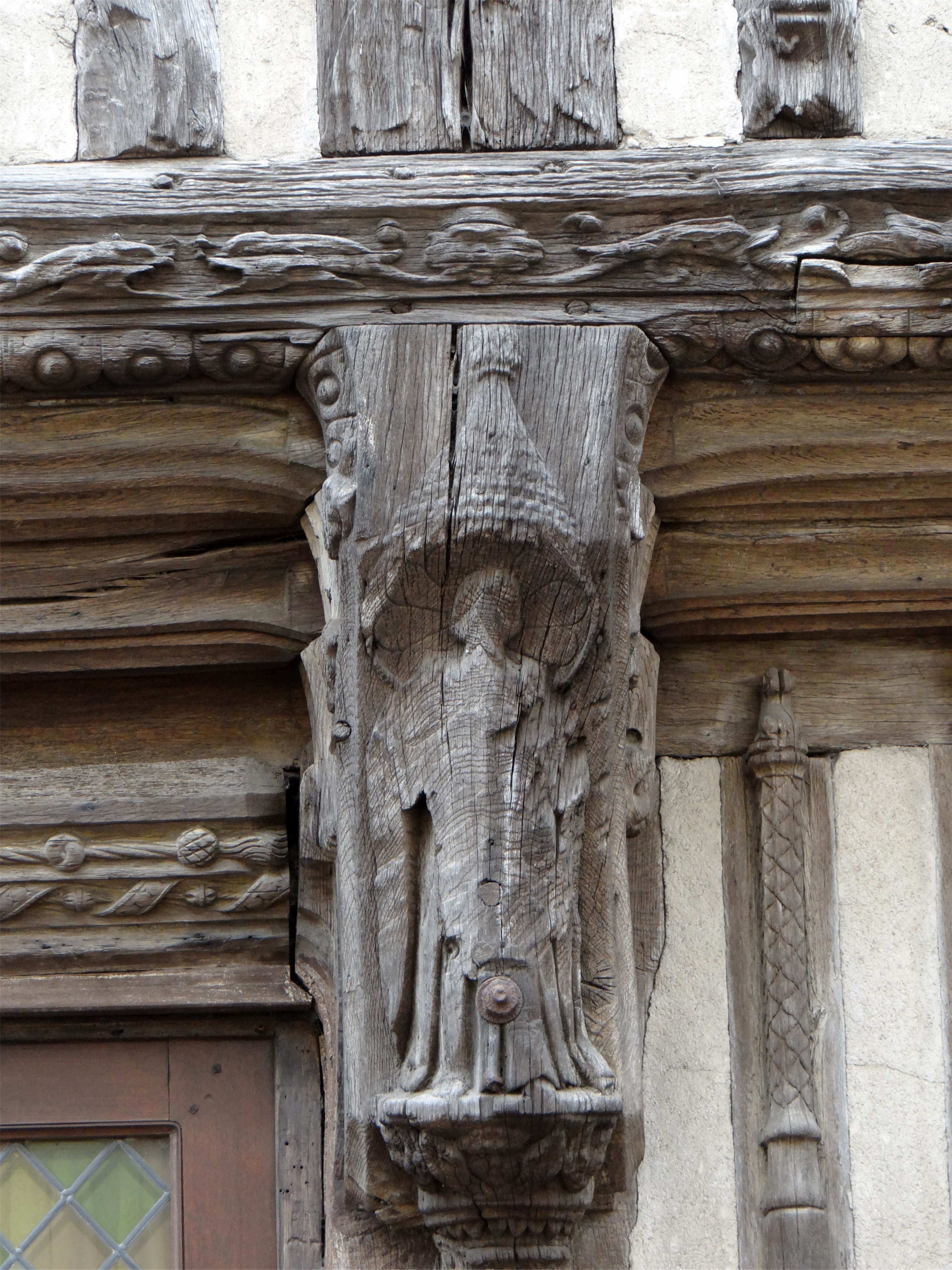
Maison à pans de bois sculpté, détail.
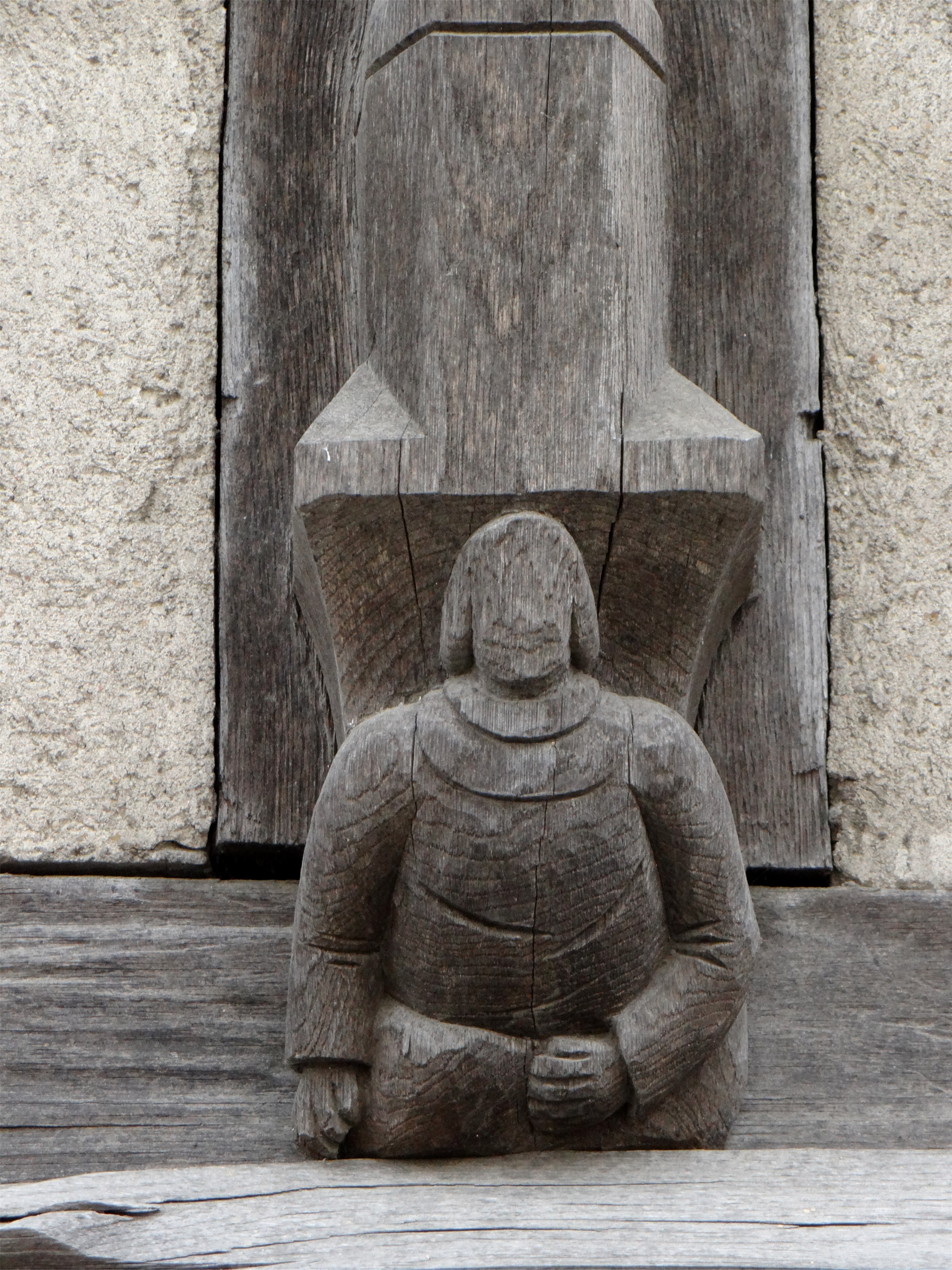
Maison à pans de bois sculpté, détail.
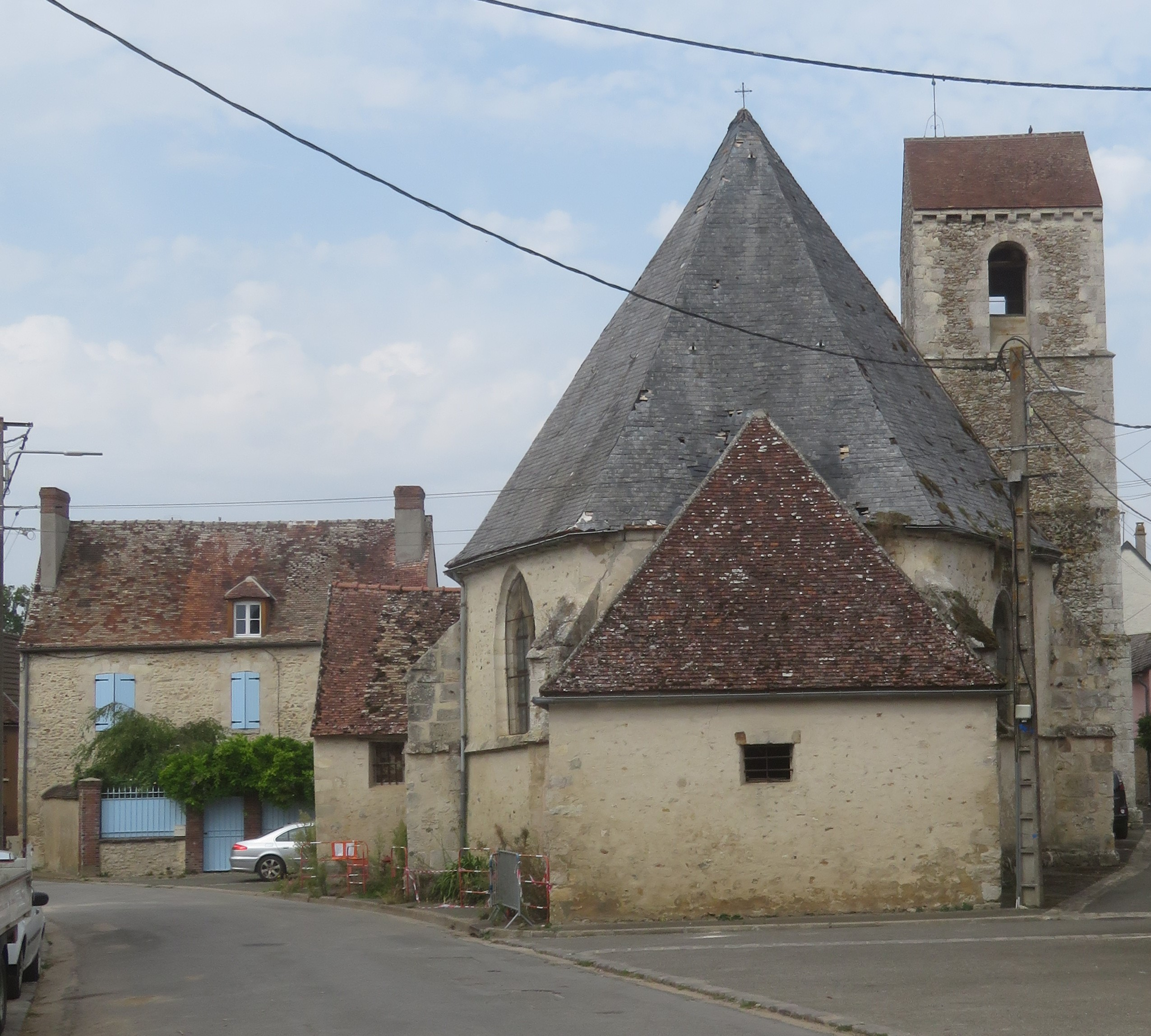
Église Saint-Éloi de Montlouet.
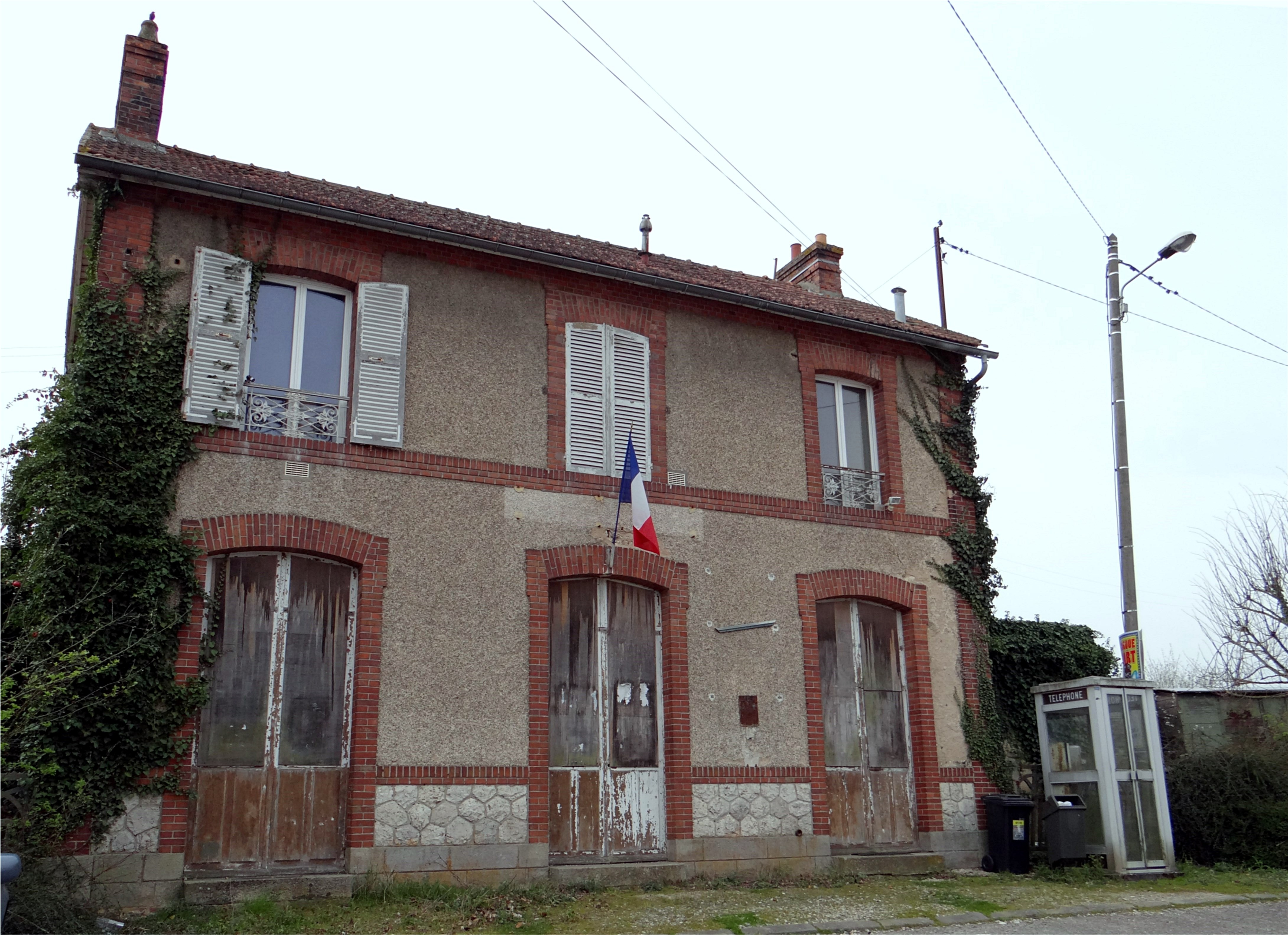
Ancienne gare de Gallardon-Pont au départ du vélorail.

### Personnalités liées à la commune
- Claude de Bullion (1569-1640), intendant des finances de Louis XIII, seigneur de Gallardon ;
- Thomas Martin (1783-1834), visionnaire, né à Gallardon ;
- Michel Vovelle (1933-2018), historien, ancien directeur d'Institut d'histoire de la Révolution française, né à Gallardon.
- Jean Naty-Boyer (1932-2013), auteur, compositeur et interprète de chansons, né à Gallardon

### Héraldique
| Blason de Gallardon | Blason  | D'or au chef de gueules.                         |
| Blason de Gallardon | Détails | Le statut officiel du blason reste à déterminer. |